# Auguste Charlois
| 267 Tirza       | 27 mai 1887        |
| 272 Antonia     | 4 februarie 1888   |
| 277 Elvira      | 3 mai 1888         |
| 282 Clorinde    | 28 ianuarie 1889   |
| 283 Emma        | 8 februarie 1889   |
| 284 Amalia      | 29 mai 1889        |
| 285 Regina      | 3 august 1889      |
| 289 Nenetta     | 10 martie 1890     |
| 293 Brasilia    | 20 mai 1890        |
| 294 Felicia     | 15 iulie 1890      |
| 296 Phaëtusa    | 19 august 1890     |
| 297 Caecilia    | 9 septembrie 1890  |
| 298 Baptistina  | 9 septembrie 1890  |
| 300 Geraldina   | 3 octombrie 1890   |
| 302 Clarissa    | 14 noiembrie 1890  |
| 305 Gordonia    | 16 februarie 1891  |
| 307 Nike        | 5 martie 1891      |
| 310 Margarita   | 16 mai 1891        |
| 311 Claudia     | 11 iunie 1891      |
| 312 Pierretta   | 28 august 1891     |
| 314 Rosalia     | 1 septembrie 1891  |
| 316 Goberta     | 8 septembrie 1891  |
| 317 Roxane      | 11 septembrie 1891 |
| 318 Magdalena   | 24 septembrie 1891 |
| 319 Leona       | 8 octombrie 1891   |
| 327 Columbia    | 22 martie 1892     |
| 331 Etheridgea  | 1 aprilie 1892     |
| 336 Lacadiera   | 19 septembrie 1892 |
| 337 Devosa      | 22 septembrie 1892 |
| 338 Budrosa     | 25 septembrie 1892 |
| 344 Desiderata  | 15 noiembrie 1892  |
| 345 Tercidina   | 23 noiembrie 1892  |
| 346 Hermentaria | 25 noiembrie 1892  |
| 347 Pariana     | 28 noiembrie 1892  |
| 348 May         | 28 noiembrie 1892  |
| 349 Dembowska   | 9 decembrie 1892   |
| 350 Ornamenta   | 14 decembrie 1892  |
| 354 Eleonora    | 17 ianuarie 1893   |
| 355 Gabriella   | 20 ianuarie 1893   |
| 356 Liguria     | 21 ianuarie 1893   |
| 357 Ninina      | 11 februarie 1893  |
| 358 Apollonia   | 8 martie 1893      |
| 359 Georgia     | 10 martie 1893     |
| 360 Carlova     | 11 martie 1893     |
| 361 Bononia     | 11 martie 1893     |
| 362 Havnia      | 12 martie 1893     |
| 363 Padua       | 17 martie 1893     |
| 364 Isara       | 19 martie 1893     |
| 365 Corduba     | 21 martie 1893     |
| 366 Vincentina  | 21 martie 1893     |
| 367 Amicitia    | 19 mai 1893        |
| 368 Haidea      | 19 mai 1893        |
| 370 Modestia    | 14 iulie 1893      |
| 371 Bohemia     | 16 iulie 1893      |
| 372 Palma       | 19 august 1893     |
| 373 Melusina    | 15 septembrie 1893 |
| 374 Burgundia   | 18 septembrie 1893 |
| 375 Ursula      | 18 septembrie 1893 |
| 376 Geometria   | 18 septembrie 1893 |
| 377 Campania    | 20 septembrie 1893 |
| 378 Holmia      | 6 decembrie 1893   |
| 379 Huenna      | 8 ianuarie 1894    |
| 380 Fiducia     | 8 ianuarie 1894    |
| 381 Myrrha      | 10 ianuarie 1894   |
| 382 Dodona      | 29 ianuarie 1894   |
| 383 Janina      | 29 ianuarie 1894   |
| 388 Charybdis   | 7 martie 1894      |
| 389 Industria   | 8 martie 1894      |
| 395 Delia       | 30 noiembrie 1894  |
| 396 Aeolia      | 1 decembrie 1894   |
| 397 Vienna      | 19 decembrie 1894  |
| 398 Admete      | 28 decembrie 1894  |
| 400 Ducrosa     | 15 martie 1895     |
| 402 Chloë       | 21 martie 1895     |
| 403 Cyane       | 18 mai 1895        |
| 404 Arsinoë     | 20 iunie 1895      |
| 405 Thia        | 23 iunie 1895      |
| 406 Erna        | 22 august 1895     |
| 409 Aspasia     | 9 decembrie 1895   |
| 410 Chloris     | 7 ianuarie 1896    |
| 411 Xanthe      | 7 ianuarie 1896    |
| 414 Liriope     | 16 ianuarie 1896   |
| 416 Vaticana    | 4 mai 1896         |
| 423 Diotima     | 7 decembrie 1896   |
| 424 Gratia      | 31 decembrie 1896  |
| 425 Cornelia    | 28 decembrie 1896  |
| 426 Hippo       | 25 august 1897     |
| 427 Galene      | 27 august 1897     |
| 429 Lotis       | 23 noiembrie 1897  |
| 430 Hybris      | 18 decembrie 1897  |
| 431 Nephele     | 18 decembrie 1897  |
| 432 Pythia      | 18 decembrie 1897  |
| 437 Rhodia      | 16 iulie 1898      |
| 438 Zeuxo       | 8 noiembrie 1898   |
| 441 Bathilde    | 8 decembrie 1898   |
| 451 Patientia   | 4 decembrie 1899   |
| 453 Tea         | 22 februarie 1900  |
| 498 Tokio       | 2 decembrie 1902   |
| 537 Pauly       | 7 iulie 1904       |

Auguste Honoré Charlois (n. La Cadière-d'Azur în departamentul Var, 26 noiembrie 1864 – d. 26 martie 1910) a fost un astronom francez, cunoscut mai ales pentru descoperirea a 101 asteroizi, în timp ce lucra la Observatorul din Nisa.

## Biografie
Auguste Charlois s-a născut în localitatea La Cadière-d'Azur din departamentul  Var.
Prima sa descoperire a fost cea a asteroidului 267 Tirza în 1887. A descoperit și asteroidul 433 Eros în aceeași noapte cu astronomul Gustav Witt, dar Witt a anunțat primul descoperirea.
Și-a început cariera în epoca detectării vizuale a micilor planete. Dar în 1891, Max Wolf a deschis calea folosirii astrofotografiei, care contribuie la creștea netă a ratei detecției asteroizilor, ceea ce le-a permis lui Wolf și lui Charlois să descopere mult mai mulți asteroizi decât ar fi descoperit prin detecție vizuală.
La vârsta de 45 de ani a fost ucis de fratele primei sale soții, care i-a purtat pică pentru că s-a recăsătorit. Cumnatul său a fost condamnat la muncă silnică pe viață în Noua Caledonie.

## Omagieri
Asteroidul 1510 Charlois îi poartă numele.